# Liste des maires de Prades (Pyrénées-Orientales)
Cet article dresse une liste par ordre de mandat des maires de Prades.

## Liste des maires

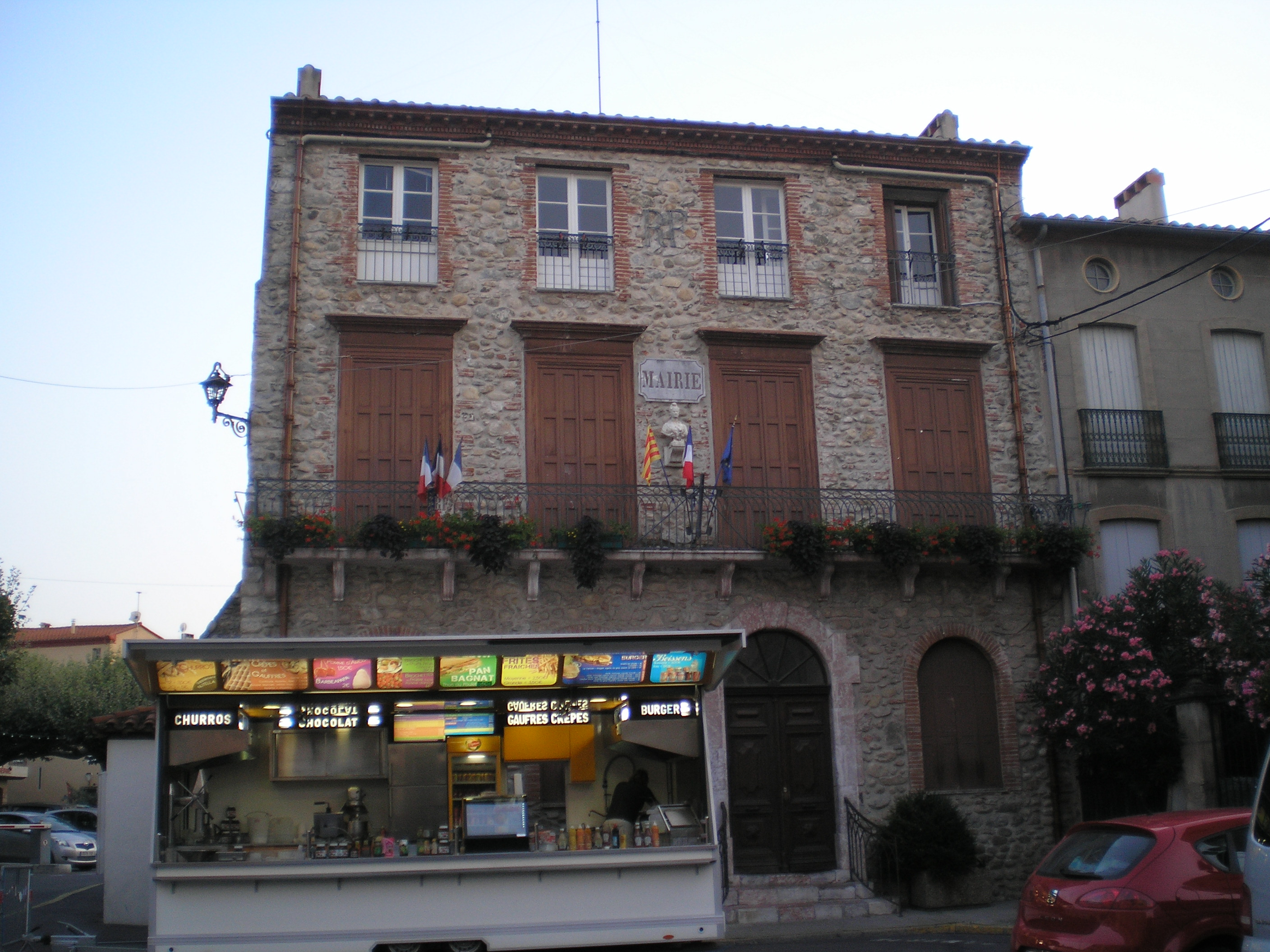
L'hôtel de ville de Prades.

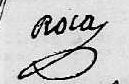
Signature du maire Julien Roca en 1811.

| Période         | Période         | Identité                    | Étiquette          | Qualité |
| --------------- | --------------- | --------------------------- | ------------------ | --- |
| 1790            | 1795            | Denis Jacomet,              |                    | Négociant Député (1799-1807 et 1815) |
| 1795            | 1800            | Joseph Boixo                |                    | |
| 1800            | 1805            | Blaise Hortet               |                    | |
| 1805            | 1813            | Julien Roca                 |                    | |
| 1813            | 1814            | Denis Jacomet               |                    | Négociant Député (1799-1807 et 1815) |
| 1814            | 1815            | Julien Roca                 |                    | |
| 1815            | 1816            | Denis de Montagnas          |                    | |
| 1816            | 1824            | Joseph de Gelcen            |                    | Médecin |
| 1824            | 1828            | Jacques de Gelcen           |                    | Avocat Fils du précédent |
| 1829            | 1831            | Jacques-François Izos       |                    | |
| 1831            |                 | Jean Jacomet                |                    | |
| 1831            | 1832            | Jean Maria                  |                    | |
| 1832            | 1833            | Victor Bordes               |                    | Avocat |
| 1833            | 1836            | Alphonse Jacomet            |                    | Juge de paix |
| 1836            | 1838            | Jean Roca                   |                    | Juge suppléant |
| 1838            | 1841            | Jean Circan                 |                    | |
| 1841            | 1846            | Thomas Pujol                |                    | |
| 1846            | 1848            | Jean-Cyr Pallarès           |                    | |
| 1848            | 1850            | Joseph Lacroix              |                    | Conseiller général de Prades |
| 1850            |                 | Jean-Baptiste de Tixedor    |                    | |
| 1850            | 1853            | Jean Galaud                 |                    | |
| 1853            | 1861            | Jacques Guillo              |                    | |
| 1861            | 1870            | Gustave Pallarès            |                    | Conseiller général de Mont-Louis |
| 1870            |                 | Jean Bès                    |                    | Conseiller général de Prades |
| 1870            | 1874            | Auguste Calmon              |                    | |
| 1874            | 1876            | Joseph de Gelcen            | Royaliste          | Avocat Fils de Jacques de Gelcen |
| 1876            | 1877            | Jean-Baptiste Romeu         |                    | Conseiller général de Prades Président du conseil général des Pyrénées-Orientales (1880-1885) |
| 1877            | 1878            | Albert Circan               |                    | |
| 1878            |                 | Édouard Vilar               | Gauche radicale    | Avocat |
| 1878            | 1879            | Jean-Baptiste Romeu         |                    | Conseiller général de Prades Président du conseil général des Pyrénées-Orientales (1880-1885) |
| 1879            |                 | Philippe de Bordes          |                    | |
| 1879            | 1885            | Xavier Pradel               |                    | Officier de santé |
| 1885            | 1886            | Édouard Vilar               | Gauche radicale    | Député |
| 1886            | 1890            | Ferdinand Xatard            |                    | |
| 1890            |                 | Denis Saleta                |                    | |
| 1890            | 1894            | Paul Vilar                  |                    | |
| 1894            | 1904            | Jean Petit                  |                    | Conseiller général de Prades |
| 1904            | 1908            | Denis Saleta                |                    | |
| 1908            | 1912            | Jean Arrous                 | Radical-socialiste | Médecin Conseiller général de Prades |
| 1912            | 1919            | Auguste Bernard             |                    | |
| 1919            | 1923            | Louis Rous                  |                    | |
| 1923            | 1925            | Jean Arrous                 | Radical-socialiste | Médecin Conseiller général de Prades |
| 1925            | 1926            | Louis Fournols              |                    | |
| 1926            | 1929            | Vincent Freixe              |                    | |
| 1929            | 1931            | Charles de Lacroix          |                    | Industriel |
| 1931            | 1940            | Antoine Lavall              |                    | |
| 1940            | 1941            | Justin Fabre                |                    | |
| 1941            | 1944            | Victor Pyguillem            |                    | |
| 1944            | 1947            | Pierre Palau                |                    | |
| 1947            | 1959            | Jean Clerc                  |                    | |
| 1959            | 1977            | Louis Monestier (1919-2016) |                    | |
| 1977            | 1983            | Henri Gipolo                | PCF                | Employé des PTT Conseiller municipal (1944-1947) |
| 1983            | 3 décembre 1987 | Guy Malé                    | UDF                | Directeur technique Maire de Bolquère (1977-1983) Conseiller général de Mont-Louis (1973-1985) Conseiller général de Prades (1985-1987) Président du conseil général des Pyrénées-Orientales (1982-1987) Sénateur (1983-1987)                                             |
| 1987            | 1989            | Marcel Mulcio               |                    | |
| 1989            | 2001            | Paul Blanc                  | RPR                | Médecin Maire de Sournia (2001-) Conseiller général de Sournia (1973-2004) Sénateur (1992-2011) |
| 2001            | 2008            | Jean-François Denis         | PRG                | |
| 22 mars 2008    | 18 juillet 2020 | Jean Castex                 | UMP puis LR        | Président de la CC Conflent Canigó, (2015-2020) Conseiller départemental des Pyrénées catalanes (2015-2020) Conseiller régional du Languedoc-Roussillon (2010-2015) Secrétaire-général adjoint de la présidence de la République (2011-2012) Premier ministre (2020-2022) |
| 18 juillet 2020 | En cours        | Yves Delcor                 | SE                 | |